# Heiße Theke

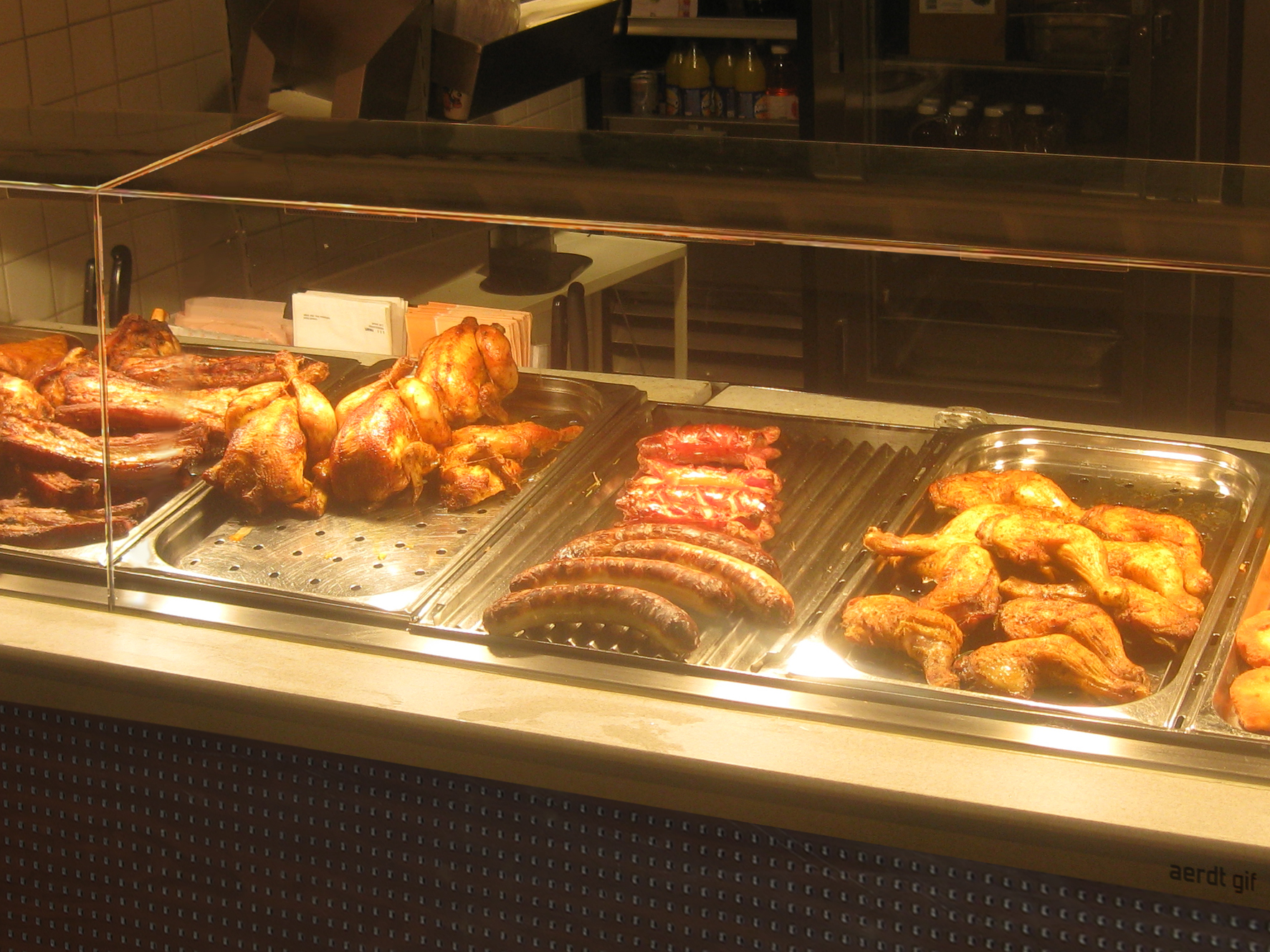
Eine heiße Theke in einer Fleischerei

Als heiße Theke wird eine Vitrine bezeichnet, in der zubereitete Fleischspeisen oder Suppen, gelegentlich sogar komplette Gerichte, zum sofortigen Verzehr warmgehalten angeboten werden.
Heiße Theken wurden in Deutschland mindestens seit den 1920er Jahren angeboten. Eine heiße Theke kann als Ergänzung einer konventionellen Theke in der Fleischerei stehen und für zubereitete Fleischgerichte und Fleischkäse verwendet werden, findet jedoch zunehmend auch in der Systemgastronomie Verwendung. Heiße Theken werden mit Gastronorm-Behältern bestückt, die von der Unterseite mit einem Wasserbad (sog. Bain-Marie) beheizt werden. Früher wurde auch mit einer konventionellen Heizplatte oder mit Infrarotstrahlern von oben geheizt, dies führte jedoch zum Austrocknen der Speisen.